# Landmaschinenbau Güstrow
Der Landmaschinenbau Güstrow hatte sich in den 1980er Jahren zu einem der größten Maschinenbauunternehmen im Norden der Deutschen Demokratischen Republik entwickelt.

## Geschichte
Ursprung des Betriebes ist die seit 1899 in Güstrow tätige Lythall AG, die man als ein Nachfolgeunternehmen der 1845 gegründeten Heinrich Voß GmbH betrachten kann. Haupterzeugnisse waren der Bodenbearbeitungs- und Futteraufbereitungstechnik zuzuordnen. Die Lythall AG nahm 1945 nach kriegsbedingter Unterbrechung ihre Produktion mit etwa 60 Beschäftigten wieder auf. 1951 kam sie unter Treuhandverwaltung und wurde 1952 in den Volkseigenen Betrieb Maschinenbau Güstrow umgewandelt.

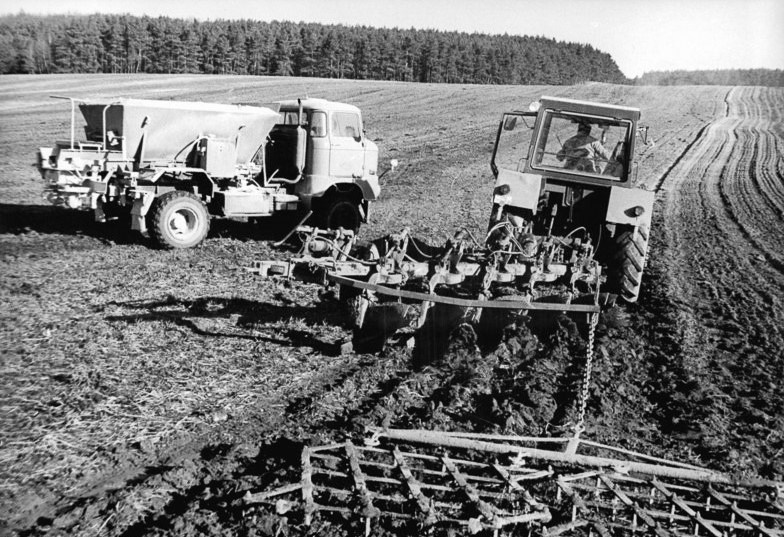
Lkw IFA W50 mit Düngerstreuer D 032

Der Betrieb entwickelte sich bis Ende der 1960er Jahre als Kooperations- und Baugruppenproduzent des Landmaschinenbaus mit etwa 300 Beschäftigten. 1970 wurde er mit dem Namen Landmaschinenbau Güstrow dem Weimar-Kombinat zugeordnet und hatte in Verbindung damit unter anderem die Fertigung des LKW-Düngerstreuaufsatzes D 032 vom Landmaschinenbau Barth zu übernehmen, der zu diesem Zeitpunkt die Landmaschinenproduktion aufgeben musste und dem Bereich Schiffbau zugeordnet wurde.

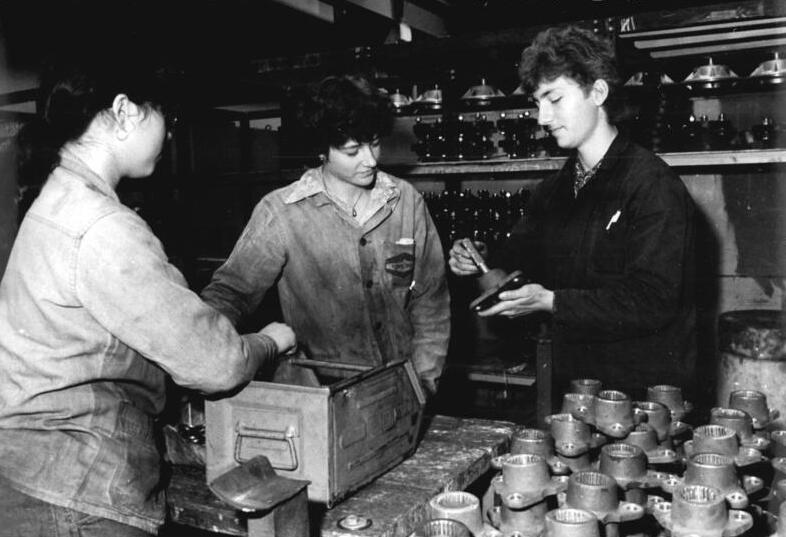
Getriebefertigung im VEB Landmaschinenbau (1984)

Ab 1976 wurde am Standort Güstrow-Rövertannen eine neue Betriebsstätte errichtet. Daraus entstand bis 1986 eines der größten Maschinenbauunternehmen im Norden der DDR, das 1983 bereits etwa 2500 Beschäftigte hatte. Neben der Düngungstechnik wurde dieser Betrieb im Rahmen des Landmaschinenbaus für eine Baugruppen- und Zulieferproduktion profiliert. 1978 wurde er Bestandteil des Kombinates Fortschritt Landmaschinen. Gleichzeitig erfolgte die Zuordnung von Betrieben bzw. Betriebsteilen in Dargun und Bützow.
In dieser Formation hatte der Betrieb Ende der 1980er Jahre einen Umsatz von etwa 300 Mio. DDR-Mark und mehr als 2600 Beschäftigte, von denen fast 2000 im Hauptwerk in Güstrow und etwa 500 im Betriebsteil Dargun tätig waren.
1990 wurde das Unternehmen zunächst in zwei Gesellschaften mit beschränkter Haftung (Güstrow und Dargun) umgewandelt und unter Treuhandverwaltung gestellt. 1992 entstand aus einem Teil des Güstrower Unternehmens die Maschinen- und Antriebstechnik GmbH, die sich in der Folgezeit auf der Grundlage des früheren Erzeugnisprogramms zunehmend auf dem Gebiet der Düngungstechnik profilierte.
2012 kam es nach Insolvenz zur Liquidation der Maschinen- und Antriebstechnik Maschinenbau GmbH & Co. KG. Überladewagen und Großflächendüngerstreuer werden seit Sommer 2021 in den Produktionshallen des Landmaschinenherstellers Duport in Dedemsvaart (Niederlande) unter der Marke Güstrower hergestellt.

## Erzeugnisse

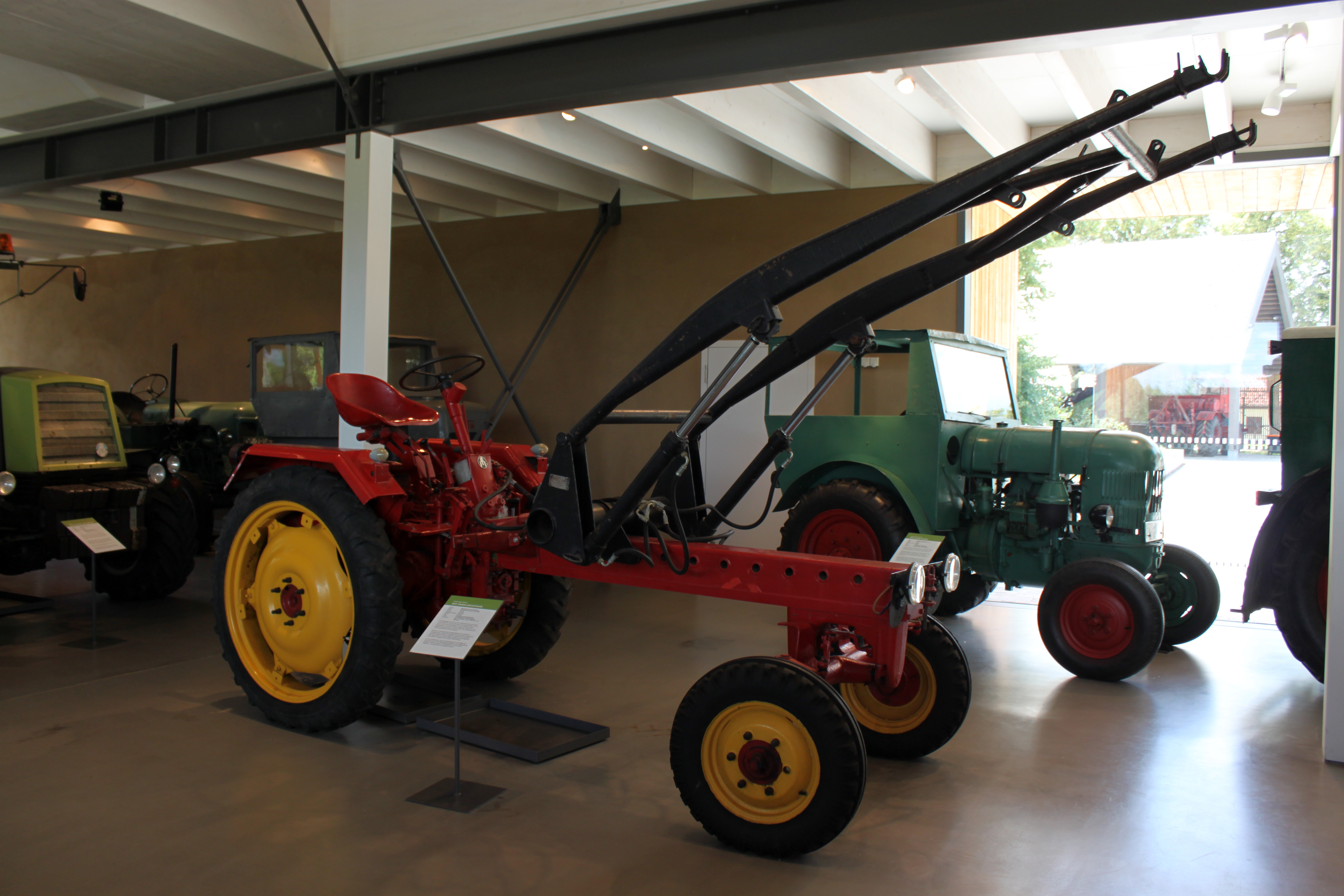
Geräteträger RS09 mit Frontlader T 150

Das Produktionsprogramm bestand zunächst aus Häufelpflügen, Hackmaschinen, Grubbern, Rübenbröcklern, Düngermühlen, Düngerstreuern, Gelenkwellen und Zapfwellenschutzeinrichtungen. Zu den wichtigsten Kooperationserzeugnissen gehörten der Feingrubber B 231 und die Frontlader für Traktoren.
Ab 1970 erfolgte die Fertigung des LKW-Aufbaudüngerstreuers D 032 und später des D 035. In den 1980er Jahren hatte der Betrieb einen eigenen Entwicklungsbereich. Die wichtigsten in diesem Zeitraum entstandenen Finalerzeugnisse sind das Saatbettbereitungsgerät B 610 sowie die Aufsatteldüngerstreuer D 036, D 037 und D 038. Dazu kamen Landmaschinengetriebe und -baugruppen sowie Rollenketten. Ein besonderer Schwerpunkt waren die Ausgleichsgetriebe für die PKW Wartburg und Trabant, von denen Ende der 1980er Jahre im Rahmen der Konsumgüterproduktion in der DDR jährlich rund 100.000 Stück gefertigt wurden.